# Teresa Molina de Muñoz
Teresa Molina de Muñoz (Piñas, 10 de agosto de 1888-Quito, 24 de noviembre de 1950). Fue una poetisa y educadora ecuatoriana, que se desempeñó como articulista en la revista El Hogar Cristiano, donde también escribieron autoras como Zoila Ugarte de Landívar; y que, igualmente, colaboró para el periódico El Universo bajo el seudónimo de La Orquídea, bautizando con esta denominación a su ciudad natal, Piñas: Orquídea de los Andes, con la que se conoce popularmente a este cantón.

## Vida y obra
Hija de Eloísa Cely y Manuel Molina, recibió sus primeros estudios en Catacocha, Loja. Tras obtener su título de bachiller, se trasladó a la ciudad de Quito, donde ejerció la docencia en los colegios: Fernández Madrid, Colegio Experimental Simón Bolívar y el Normal Manuela Cañizares. Entre sus obras más destacadas se encuentran: Por el milagro de la Ciencia, Mi hijo y La novela de los Salmos.
Falleció en la ciudad de Quito, el 24 de noviembre de 1950, dejando un legado cultural de inestimable valor para la provincia.

## Homenajes
Actualmente existe una institución educativa, ubicada en la ciudad de Piñas, que lleva su nombre.